# Valetoniellopsis laxa
Valetoniellopsis laxa är en svampart som beskrevs av Samuels & M.E. Barr 1998. Valetoniellopsis laxa ingår i släktet Valetoniellopsis och familjen Niessliaceae.   Inga underarter finns listade i Catalogue of Life.